# کوه بزرگ غربی
کوه بزرگ غربی (به لاتین: Great Western Mountain) یک کوه در سری‌لانکا است که در ناحیه نووارا الییا واقع شده‌است.